# Pieskeri (ö, lat 60,49, long 21,31)
Pieskeri är en ö i Finland.   Den ligger i kommunen Gustavs i landskapet Egentliga Finland, i den sydvästra delen av landet, 200 km väster om huvudstaden Helsingfors. Arean är 0,11 kvadratkilometer.
Terrängen på Pieskeri är mycket platt.